# Florence (Oregon)
Florence é uma cidade localizada no estado norte-americano de Oregon, no Condado de Lane.

## Demografia
Segundo o censo norte-americano de 2000, a sua população era de 7263 habitantes.
Em 2006, foi estimada uma população de 8122, um aumento de 859 (11.8%). Já em 2020, a população total era de 9 396.

## Geografia
De acordo com o United States Census Bureau tem uma área de
14,2 km², dos quais 12,7 km² cobertos por terra e 1,5 km² cobertos por água. Florence localiza-se a aproximadamente 8 m acima do nível do mar.

## Localidades na vizinhança
O diagrama seguinte representa as localidades num raio de 40 km ao redor de Florence.